# Loreczka błękitna
Loreczka błękitna (Vini ultramarina) – gatunek małego ptaka z rodziny papug wschodnich (Psittaculidae). Opisana przez Heinricha Kuhla w 1820 roku. Jest gatunkiem endemicznym występującym jedynie na Markizach w Polinezji Francuskiej. Krytycznie zagrożona wyginięciem; prawdopodobnie przetrwała jedynie na wyspie Ua Huka. Nie wyróżnia się podgatunków.

## Morfologia
Wygląd zewnętrzny:
Mała papuga z krótkim ogonem. Górna część tułowia, skrzydła oraz czoło lazurowe. Niebieski tył głowy, nogi i pierś. Policzki i górna część piersi bogato nakrapiane czarnymi cętkami na białym tle. Brzuch biały z niebieskimi, poziomymi pręgami. Dziób, nogi i oczy są czerwone.
Dymorfizm płciowy nie jest zaznaczony.
Rozmiary:
- Długość ciała: 17–18 cm

Masa ciała:
- 35–40 g.

## Pożywienie
Loreczka błękitna żywi się miękkimi owocami, przede wszystkim mango, nektarem, pyłkiem kwiatów. Preferuje nektar palmy kokosowej, bananowca oraz miejscowego gatunku ketmii (Hibiscus tileaceus).

## Biotop

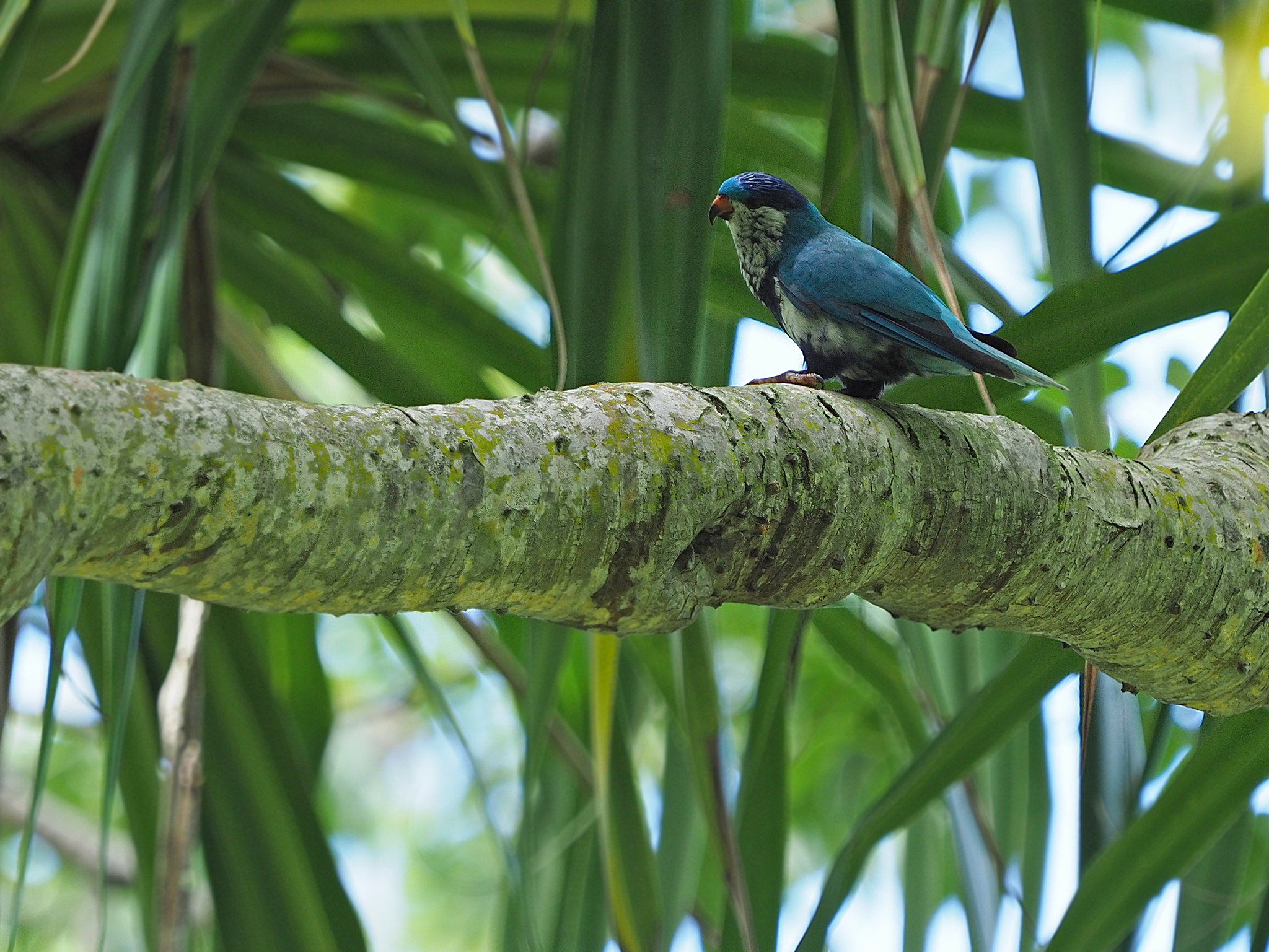
Loreczka błękitna w naturalnym środowisku

Loreczka błękitna zasiedla zalesione obszary wysp.

## Rozród
Gniazda zakłada w dziuplach. Preferuje zakładanie gniazd w drzewach chlebowca właściwego (Artocarpus altilis), matoa (Pometia pinnata), pandana (Pandanus tectorius) i ketmii (Hibiscus tileacus). Samica składa 2 okrągłe jaja o wymiarach 22,5 × 18,5 mm.

## Status
Międzynarodowa Unia Ochrony Przyrody (IUCN) od 2017 roku uznaje loreczkę błękitną za gatunek krytycznie zagrożony wyginięciem (CR – critically endangered); wcześniej, od 1994 roku miała ona status gatunku zagrożonego (EN – endangered). W drugiej połowie XX wieku występowała na wyspach Ua Pou, Nuku Hiva, Ua Huka i Fatu Hiva. Prawdopodobnie przetrwała jedynie na Ua Huka. Liczebność populacji szacuje się na 1000–2499 osobników, a jej trend uznaje się obecnie za stabilny. Głównym zagrożeniem dla loreczki błękitnej jest obecność szczura śniadego. Ponadto zagrożenie stanowią pożary lasów i traw oraz nadmierny wypas zwierząt. Została wpisana do Załącznika I konwencji waszyngtońskiej.